# Coupe du monde de saut à ski 1981-1982
Navigation
Édition précédente Édition suivante
L'édition 1981/1982 de la Coupe du monde de saut à ski est une compétition sportive internationale rassemblant les meilleurs athlètes mondiaux pratiquant le saut à ski. Elle s'est déroulée entre le 20 décembre 1981 et le 28 mars 1982 et a été remportée par l'Autrichien Armin Kogler suivi de son compatriote Hubert Neuper et du Canadien Horst Bulau.

## Classement général
| Rang | Nom            | Pays                 | Points |
| ---- | -------------- | -------------------- | ------ |
| 1    | Armin Kogler   | Autriche             | 189    |
| 2    | Hubert Neuper  | Autriche             | 174    |
| 3    | Horst Bulau    | Canada               | 151    |
| 4    | Matti Nykänen  | Finlande             | 138    |
| 5    | Ole Bremseth   | Norvège              | 136    |
| 6    | Per Bergerud   | Norvège              | 129    |
| 7    | Massimo Rigoni | Italie               | 125    |
| 8    | Roger Ruud     | Norvège              | 112    |
| 9    | Johan Sætre    | Norvège              | 100    |
| 10   | Andreas Bauer  | Allemagne de l'Ouest | 85     |

## Résultats
| Date       | Lieu                        | Vainqueur       | Deuxième        | Troisième        |
| ---------- | --------------------------- | --------------- | --------------- | ---------------- |
| 20.12.1981 | Cortina d'Ampezzo           | Roger Ruud      | Johan Sætre     | Masahiro Akimoto |
| 30.12.1981 | Oberstdorf                  | Matti Nykanen   | Manfred Deckert | Thomas Prosser   |
| 1.1.1982   | Garmisch-Partenkirchen      | Roger Ruud      | Manfred Deckert | Andreas Bauer    |
| 3.1.1982   | Innsbruck                   | Manfred Deckert | Per Bergerud    | Roger Ruud       |
| 6.1.1982   | Bischofshofen               | Hubert Neuper   | Halvor Asphol   | Armin Kogler     |
| 9.1.1982   | Saint-Nizier-du-Moucherotte | Concours annulé | Concours annulé | Concours annulé  |
| 10.1.1982  | Saint-Nizier-du-Moucherotte | Concours annulé | Concours annulé | Concours annulé  |
| 15.1.1982  | Sapporo                     | Horst Bulau     | Per Bergerud    | Masahiro Akimoto |
| 17.1.1982  | Sapporo                     | Armin Kogler    | Horst Bulau     | Mathias Buse     |
| 23.1.1982  | Thunder Bay                 | Horst Bulau     | Massimo Rigoni  | Ernst Vettori    |
| 24.1.1982  | Thunder Bay                 | Horst Bulau     | Massimo Rigoni  | Hubert Neuper    |
| 27.1.1982  | Saint-Moritz                | Armin Kogler    | Josef Samek     | Hansjörg Sumi    |
| 31.1.1982  | Engelberg                   | Klaus Ostwald   | Massimo Rigoni  | Armin Kogler     |
| 21.2.1982  | Oslo                        | Armin Kogler    | Jari Puikkonen  | Ole Bremseth     |
| 28.2.1982  | Oslo                        | Matti Nykanen   | Olav Hansson    | Armin Kogler     |
| 4.3.1982   | Lahti                       | Ole Bremseth    | Pentti Kokkonen | Horst Bulau      |
| 7.3.1982   | Lahti                       | Ole Bremseth    | Matti Nykanen   | Alfred Groyer    |
| 12.3.1982  | Tauplitz                    | Matti Nykanen   | Hubert Neuper   | Andreas Felder   |
| 13.3.1982  | Tauplitz                    | Hubert Neuper   | Matti Nykanen   | Ole Bremseth     |
| 14.3.1982  | Tauplitz                    | Hubert Neuper   | Ole Bremseth    | Armin Kogler     |
| 19.3.1982  | Štrbské Pleso               | Ole Bremseth    | Piotr Fijas     | Jeff Hastings    |
| 20.3.1982  | Štrbské Pleso               | Ole Bremseth    | Olav Hansson    | Johan Sætre      |
| 27.3.1982  | Planica                     | Ole Bremseth    | Per Bergerud    | Massimo Rigoni   |
| 28.3.1982  | Planica                     | Ole Bremseth    | Hubert Neuper   | Massimo Rigoni   |

## Liens & Sources
Résultats Officiels FIS